# 卡帕内马
卡帕内马是巴西巴拉那州的一个市镇。总面积419平方公里，总人口18655人，人口密度44.5人/平方公里。